# Les sept dernières paroles du Christ en croix (Christophe Looten)
 (décembre 2024).
Si vous disposez d'ouvrages ou d'articles de référence ou si vous connaissez des sites web de qualité traitant du thème abordé ici, merci de compléter l'article en donnant les références utiles à sa vérifiabilité et en les liant à la section « Notes et références ».

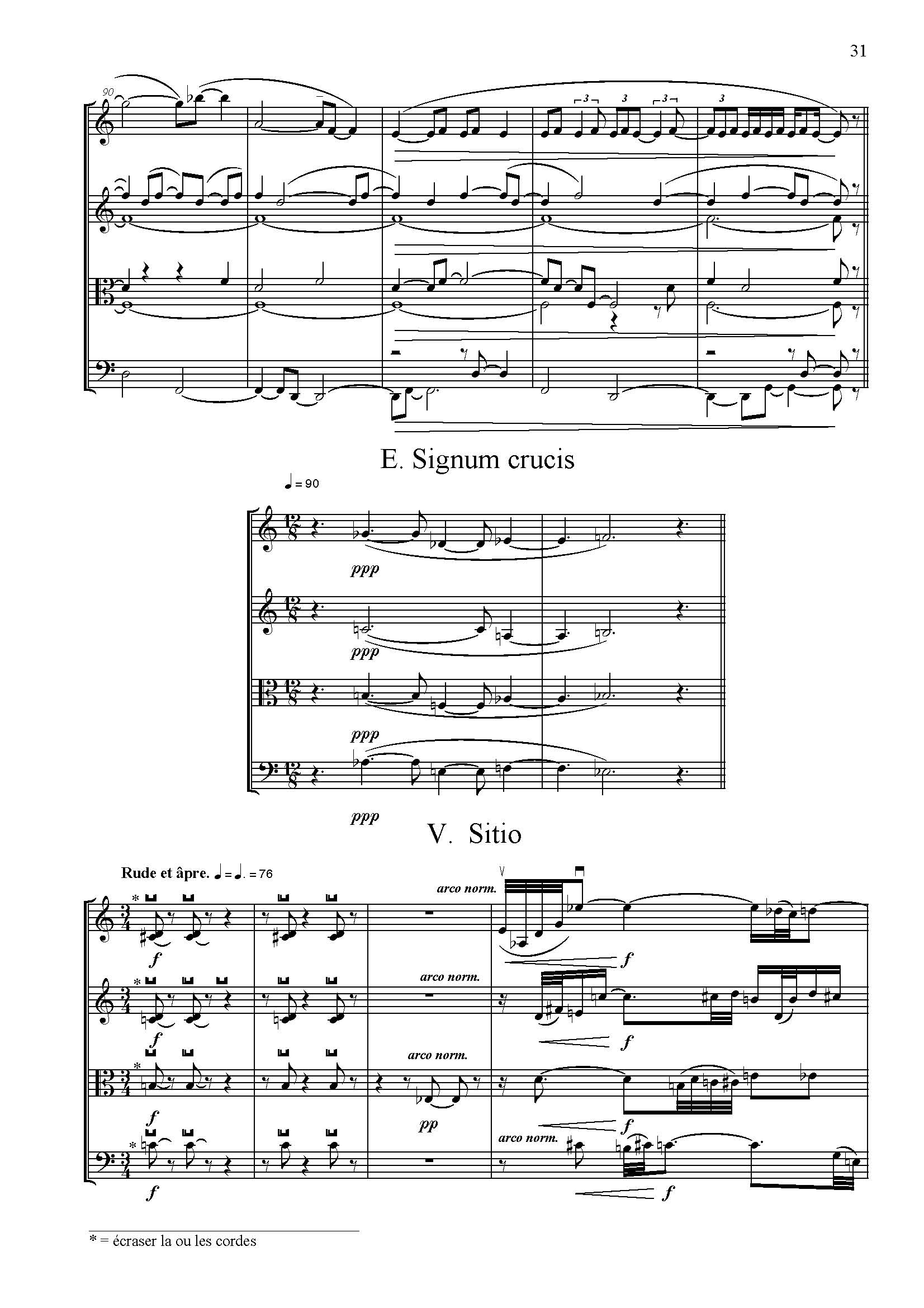
Page 31 de la partition.

Pour les articles homonymes, voir Les sept dernières paroles du Christ en croix.
Les sept dernières paroles du Christ en croix est le cinquième quatuor à cordes de Christophe Looten, opus 72 bis.

## Historique
Dédié au compositeur Thomas Daniel Schlee, le quatuor Les sept dernières paroles du Christ en croix a été créé le 29 juillet 2010 lors du Carinthischer Sommer en Autriche par le quatuor britannique Doric Quartet.

## Structure
L'œuvre, d'une durée de 26 minutes, est constituée des 7 mouvements traditionnels :
- A (Signum crucis)
  - I Pater dimitte illis
- B (Signum crucis)
  - II Hodie mecum eris
- C (Signum crucis)
  - III Mulier ecce filius tuus
- D (Signum crucis)
  - IV Eli, Eli, lamma sabactani
- E (Signum crucis)
  - V Sitio
- F (Signum crucis)
  - VI Consumatum est
- G (Signum crucis)
  - VII Pater ! In manus Tuas

Cependant, chacun de ces mouvements est précédé, introduit, par quelques mesures de musique appelées Signum crucis (signe de croix). Ces sept brefs épisodes (numérotés de A à G dans la partition) sont fondés sur la mélodie du Vexilla regis.